# Richard Couaillet
 (mars 2012).
Richard Couaillet, né en 1969 dans le Nord, est un écrivain français. Il est professeur de français dans un lycée de la banlieue rennaise.

## Biographie
Il publie son premier livre en septembre 2007, Angélique boxe aux éditions Actes Sud Junior.

## Quelques publications
- Angélique boxe, éditions Actes Sud Junior, septembre 2007
- Angèle, ma Babayaga de Kerménéven, en octobre 2009, Ed. Actes Sud Junior  (ISBN 9782742785490)
- Un papillon d'hiver, en octobre 2010, Ed. Actes Sud Junior  (ISBN 9782742792535)
- Contre courants, en janvier 2011, Ed. Actes Sud Junior  (ISBN 9782742794225)
- Un Max d'amour monstre, en octobre 2012, Ed. Actes Sud Junior  (ISBN 9782330012168)
- J'embrasse pas !, en avril 2018, Ed. Actes Sud Junior  (ISBN 978-2330096892)
- Le mercredi d'Hercule, en mars 2022, Ed. Actes Sud Junior (ASIN B09TWWY91J)
- Le Cercle des Dryades, opération Eurydice, en février 2023, Ed. Actes Sud Jeunesse  (ISBN 978-2-330-17317-3)